# Antónia de Astónaco
Antónia de Astónaco foi uma religiosa carmelita portuguesa que, segundo a tradição católica, recebeu uma revelação privada de São Miguel Arcanjo.
Tendo como base esta revelação privada, São Miguel Arcanjo terá pedido, por meio de uma sua aparição à devota Serva de Deus, que fosse honrado, e Deus glorificado, através da recitação de nove invocações. Essas nove invocações correspondem a apelos dirigidos aos nove coros dos Santos Anjos e deram origem à chamada Coroa de São Miguel Arcanjo.
Esta revelação privada e respectivas invocações foram plenamente aprovadas pelo Papa Pio IX em 1851.